# Río Tíjonkaya
El río Tíjonkaya (del ruso: Тихонькая) es un río de las tierras bajas de Kubán-Priazov en el  krai de Krasnodar de Rusia, afluente por la orilla derecha del Chelbas.

## Curso
Nace al sur de Stepnói, en el raión de Tijoretsk y su curso discurre en sus 74 km de longitud en dirección oesnoroeste. Pocos kilómetros después recibe por la izquierda las aguas del Krumenkaya, en cuyas orillas se encuentran Zelioni y Krutói. Atraviesa Fastovetskaya y antes de dejar el raión, baña Tijonki y Krinitsa. En Novoleushkovskaya, ya en el raión de Pávlovskaya recibe por la derecha al Sujónkaya, en cuya cuenca se encuentran Sovetski, Yuzhni, Krasni Borets y Léninskoye Vozrozhdéniye. Deja a la izquierda Pervomaiski, traza una pronunciada curva al nordeste, tras la que por su orilla derecha recibe las aguas de un pequeño arroyo en el que se encuentra Púshkina. Traza una curva para volver al rumbo oesnoroeste y encuentra a su paso Krasnopartizánskoye y Mezhdurechenski, poco antes de su desembocadura en el Chelbas.